# Свети Георги (Кралево)
Вижте пояснителната страница за други значения на Свети Георги.
„Свети Георги“ е православна църква в село Кралево. Тя е част от Търговищка духовна околия, Варненска и Великопреславска епархия на Българската православна църква.

## История
Църквата е построена през 1860 година.